# Communauté de communes Anjou Loir et Sarthe
Die Communauté de communes Anjou Loir et Sarthe ist ein französischer Gemeindeverband mit der Rechtsform einer Communauté de communes im Département Maine-et-Loire in der Region Pays de la Loire. Sie wurde am 29. November 2016 gegründet und umfasst 17 Gemeinden (Stand: 1. Januar 2019). Der Verwaltungssitz befindet sich im Ort Tiercé.

## Historische Entwicklung
Der Gemeindeverband entstand mit Wirkung vom 1. Januar 2017 durch die Fusion der Vorgängerorganisationen
- Communauté de communes du Loir,
- Communauté de communes de Loir et Sarthe sowie
- Communauté de communes les Portes de l’Anjou

unter gleichzeitiger Bildung der Commune nouvelle Morannes-sur-Sarthe-Daumeray.
Mit Wirkung vom 1. Januar 2019 gingen die ehemaligen Gemeinden Lézigné und Huillé in die Commune nouvelle Huillé-Lézigné auf. Dadurch verringerte sich die Anzahl der Mitgliedsgemeinden auf 17.

## Mitgliedsgemeinden
| Gemeinde                                    | Einwohner 1. Januar 2022 | Fläche km² | Dichte Einw./km² | Code INSEE | Postleitzahl |
| ------------------------------------------- | ------------------------ | ---------- | ---------------- | ---------- | ------------ |
| Baracé                                      | 629                      | 13,46      | 47               | 49017      | 49430        |
| Cheffes                                     | 1.036                    | 17,35      | 60               | 49090      | 49125        |
| Cornillé-les-Caves                          | 481                      | 10,38      | 46               | 49107      | 49140        |
| Corzé                                       | 1.982                    | 31,49      | 63               | 49110      | 49140        |
| Durtal                                      | 3.376                    | 60,58      | 56               | 49127      | 49430        |
| Étriché                                     | 1.567                    | 19,60      | 80               | 49132      | 49330        |
| Huillé-Lézigné                              | 1.304                    | 21,83      | 60               | 49174      | 49430        |
| Jarzé Villages                              | 2.792                    | 60,50      | 46               | 49163      | 49140        |
| La Chapelle-Saint-Laud                      | 820                      | 10,63      | 77               | 49076      | 49140        |
| Les Rairies                                 | 1.043                    | 8,41       | 124              | 49257      | 49430        |
| Marcé                                       | 846                      | 21,09      | 40               | 49188      | 49140        |
| Montigné-lès-Rairies                        | 433                      | 9,01       | 48               | 49209      | 49430        |
| Montreuil-sur-Loir                          | 565                      | 11,99      | 47               | 49216      | 49140        |
| Morannes sur Sarthe-Daumeray                | 3.694                    | 87,88      | 42               | 49220      | 49640        |
| Seiches-sur-le-Loir                         | 2.853                    | 28,83      | 99               | 49333      | 49140        |
| Sermaise                                    | 341                      | 7,19       | 47               | 49334      | 49140        |
| Tiercé                                      | 4.498                    | 33,70      | 133              | 49347      | 49125        |
| Communauté de communes Anjou Loir et Sarthe | 28.260                   | 453,92     | 62               | –          | –            |